# Le Champ-Saint-Père

Le Champ-Saint-Père este o comună în departamentul Vendée, Franța. În 2009 avea o populație de 1,622 de locuitori.